# Štapini
Štapini (fitilj, korda, mića)-ima ih raznih vrsta. Sporogorećih ima negdje 20-ak, a brzogorećih negdje 10-ak vrsta.
Sporogoreći štapini su se prije radili, neki i danas, tako da se sa sporogećim barutom napravi oblik i tako se suši. Koriste se u zabavnoj pirotehnici, a u vojsci i gospodarstvu je istisnut dolaskom elektronike. Većinom su plastificirani, promjera 2,5 mm. Plastificirani su tankim slojem plastike, da se spriječi prodiranje bilo kakve vlage do barutnog punjenja u njemu. To mu omogućuje da može gorjeti pod vodom, tj. u vrijeme kiše. Ispod plastičnog sloja je pamuk, koji pak služi da daje kisik bar 10%, dok barut gori i da spriječi izravno probijanje plastike s gorenjem baruta. Dok gori nije vidljiva vatra, već samo malo dima. Ima puno (neki ga zovu i jako) sporogoreći (1 m gori negdje oko 1:30 minutu) i ima sporogoreći „normalni“ (1 m gori negdje oko 50 s).
Brzogoreći štapini se rade s bržim barutom, i njegovim natapanjem s naftom ili alkoholom i dodavanje fosfora. Iako je takav sustav napušten, jer je opasan i sve više se primjenjuje strujni fitilj.
Strujni fitilj pak i nije fitilj, jer ta smjesa što je u njemu provodi struju. Prolaženje struje kroz njega je i do 100 m na 1 s.